# Монреал Импакт
„Монреал Импакт“ е канадски футболен клуб от град Монреал, провинция Квебек. Основан е през 2010 г. Състезава се в Мейджър Лийг Сокър, футболното първенство на САЩ и Канада. Клубът е третият поред канадски отбор в първенството след Торонто ФК.
През 2012 г. „Монреал Импакт“ става вторият канадски клуб, участващ в Мейджър Лийг Сокър (американското първенство по футбол), след първия Торонто ФК и втория Ванкувър Уайткапс.

## Стадион
Домашният терен на „Импакт“ е стадион „Сапуто“. Правителството на Квебек отделя 23 милиона долара, за да разшири стадиона от 13 на 20 хиляди места и да построи тренировъчно игрище с изкуствено покритие.
„Импакт“ също така провежда отделни домакински мачове на близкия Олимпийски стадион, побиращ над 60 хиляди зрители.

## Известни играчи
- Грег Сътън
- Марко ди Вайо
- Бернардо Коради
- Алесандро Неста [3]
- Матео Ферари
- Донован Рикетс
- Дидие Дрогба

## Български футболисти
- Доминик Янков: 2024 - (21 мача - 2 гола)